# Prefektura Tochigi
Prefektura Tochigi (jap. 栃木県 Tochigi-ken) – prefektura znajdująca się w regionie Kantō w Japonii. Jej stolicą jest miasto Utsunomiya. Ma powierzchnię 6 408,09 km². W 2020 r. mieszkało w niej 1 934 016 osób, w 793 753 gospodarstwach domowych  (w 2010 r. 2 007 014 osób, w 745 045 gospodarstwach domowych).

## Położenie
Prefektura leży w centrum wyspy Honsiu na północ od Tokio. Graniczy z  prefekturami: Gunma, Ibaraki, Saitama i Fukushima.

### Miasta
Miasta w prefekturze Tochigi:

- Ashikaga
- Kanuma
- Mo’oka
- Nasukarasuyama
- Nasushiobara
- Nikkō
- Ōtawara
- Oyama
- Sakura
- Sano
- Shimotsuke
- Tochigi
- Utsunomiya (stolica)
- Yaita

### Miasteczka i wioski
- Powiat Haga
  - Haga
  - Ichikai
  - Mashiko
  - Motegi
- Powiat Kawachi
  - Kaminokawa
- Powiat Nasu
  - Nakagawa
  - Nasu (Tochigi)
- Powiat Shimotsuga
  - Mibu
  - Nogi
- Powiat Shioya
  - Shioya
  - Takanezawa

## Podział administracyjny
1 stycznia 2021 w skład prefektury wchodziło 14 większych miast (shi) i 11 mniejszych (miasteczek, machi).
| Nazwa                                                | Nazwa              | Nazwa      | Powierzchnia (km²) | Ludność   | Kod jednostki | Powiat     | Mapa |
| Polska nazwa                                         | Rōmaji             | Kanji      | Powierzchnia (km²) | Ludność   | Kod jednostki | Powiat     | Mapa |
| ---------------------------------------------------- | ------------------ | ---------- | ------------------ | --------- | ------------- | ---------- | ---- |
| Ashikaga                                             | Ashikaga-shi       | 足利市     | 177,76             | 144 796   | 09202         |            |      |
| Haga                                                 | Haga-machi         | 芳賀町     | 70,16              | 14 968    | 09345         | Haga       |      |
| Ichikai                                              | Ichikai-machi      | 市貝町     | 64,25              | 11 259    | 09344         | Haga       |      |
| Kaminokawa                                           | Kaminokawa-machi   | 上三川町   | 54,39              | 30 810    | 09301         | Kawachi    |      |
| Kanuma                                               | Kanuma-shi         | 鹿沼市     | 490,64             | 94 074    | 09205         |            |      |
| Mashiko                                              | Mashiko-machi      | 益子町     | 89,40              | 21 906    | 09342         | Haga       |      |
| Mibu                                                 | Mibu-machi         | 壬生町     | 61,06              | 39 509    | 09361         | Shimotsuga |      |
| Mo’oka                                               | Mooka-shi          | 真岡市     | 167,34             | 78 221    | 09209         |            |      |
| Motegi                                               | Motegi-machi       | 茂木町     | 172,69             | 11 899    | 09343         | Haga       |      |
| Nakagawa                                             | Nakagawa-machi     | 那珂川町   | 192,78             | 15 226    | 09411         | Nasu       |      |
| Nasu                                                 | Nasu-machi         | 那須町     | 372,34             | 24 021    | 09407         | Nasu       |      |
| Nasukarasuyama                                       | Nasukarasuyama-shi | 那須烏山市 | 174,35             | 24 886    | 09215         |            |      |
| Nasushiobara                                         | Nasushiobara-shi   | 那須塩原市 | 592,74             | 115 282   | 09213         |            |      |
| Nikkō                                                | Nikkō-shi          | 日光市     | 1 449,83           | 77 651    | 09206         |            |      |
| Nogi                                                 | Nogi-machi         | 野木町     | 30,27              | 24 906    | 09364         | Shimotsuga |      |
| Ōtawara                                              | Ōtawara-shi        | 大田原市   | 354,36             | 72 123    | 09210         |            |      |
| Oyama                                                | Oyama-shi          | 小山市     | 171,75             | 166 791   | 09208         |            |      |
| Sakura                                               | Sakura-shi         | さくら市   | 125,63             | 44 541    | 09214         |            |      |
| Sano                                                 | Sano-shi           | 佐野市     | 356,04             | 116 220   | 09204         |            |      |
| Shimotsuke                                           | Shimotsuke-shi     | 下野市     | 74,59              | 59 479    | 09216         |            |      |
| Shioya                                               | Shioya-machi       | 塩谷町     | 176,06             | 10 366    | 09384         | Shioya     |      |
| Takanezawa                                           | Takanezawa-machi   | 高根沢町   | 70,87              | 29 253    | 09386         | Shioya     |      |
| Tochigi                                              | Tochigi-shi        | 栃木市     | 331,50             | 155 628   | 09203         |            |      |
| Utsunomiya (stolica)                                 | Utsunomiya-shi     | 宇都宮市   | 416,85             | 519 026   | 09201         |            |      |
| Yaita                                                | Yaita-shi          | 矢板市     | 170,46             | 31 175    | 09211         |            |      |
| Prefektura Tochigi                                   | Tochigi-ken        | 栃木県     | 6 408,09           | 1 934 016 | 09            |            |      |
| * Miasta (shi) nie znajdują się w żadnym z powiatów. |                    |            |                    |           |               |            |      |